# Станнид триплатины
Станнид триплатины — бинарное интерметаллическое неорганическое соединение
платины и олова
с формулой Pt3Sn,
кристаллы.

## Получение
- Сплавление стехиометрических количеств чистых веществ:

{\displaystyle {\mathsf {3Pt+Sn\ {\xrightarrow {1406^{o}C}}\ Pt_{3}Sn}}}

## Физические свойства
Станнид триплатины образует кристаллы
кубической сингонии,
пространственная группа P m3m,
параметры ячейки a = 0,401 нм, Z = 1,
структура типа тримедьзолота AuCu3
.
Соединение конгруэнтно плавится при температуре 1406°C .